# Cerkiew Świętych Piotra i Pawła w Szawlach
Cerkiew Świętych Piotra i Pawła – cerkiew prawosławna w Szawlach. Świątynia parafialna.

## Historia
Pierwsza świątynia prawosławna w Szawlach powstała w latach 1864–1867. Część środków potrzebnych na budowę przekazał gubernator wileński Michaił Murawiew, resztę zebrano z dobrowolnych wpłat wiernych. W czasie I wojny światowej wojska niemieckie zamieniły cerkiew na lazaret. Tuż po zakończeniu wojny i ponownym otwarciu parafii władze lokalne zażądały zwrotu gruntu, na którym znajdowała się cerkiew, z zamiarem budowy nowego urzędu miejskiego. Na początku lat 30. proces sądowy przyznał teren magistratowi Szawli, skargi prawosławnych wnoszone nawet do prezydenta Antanasa Smetony nie przyniosły skutku. 
W 1935 metropolita wileński Eleuteriusz (Bogojawleński) wystąpił o zezwolenie na budowę nowej cerkwi dla liczącej prawie 2 tys. osób prawosławnej społeczności. Uzyskał zgodę na wzniesienie obiektu w granicach prawosławnego cmentarza. Budynek został poświęcony w 1938. Po agresji hitlerowskiej na ZSRR cerkiew była nieczynna, gdyż została zamieniona przez wojska niemieckie na magazyn. Nabożeństwa odbywały się jedynie w cmentarnej cerkwi cerkwi Ikony Matki Bożej „Wszystkich Strapionych Radość”. 
Cerkiew została formalnie zarejestrowana jako parafia przez władze stalinowskie w 1947. W 1957 należało do niej ok. 600 osób. W 1976 budynek został obrabowany. Złodzieje wynieśli z cerkwi 28 ikon wykonanych dla pierwszej cerkwi w Szawlach w XIX wieku.

## Architektura
Cerkiew jest wzniesiona na planie prostokąta. Wejście do budynku prowadzi przez drzwi z portalem, ponad którymi znajduje się okrągłe okno z motywem krzyża greckiego. Nad szczytem w formie oślego łuku znajduje się prawosławny krzyż. W narożnikach budynku niewielkie kopułki z krzyżami, większa kopuła położona jest na bębnie w centralnym punkcie dachu i również jest zwieńczona krzyżem. We wnętrzu dwurzędowy ikonostas oraz kilkanaście ikon z różnych epok. 

## Galeria fotografii

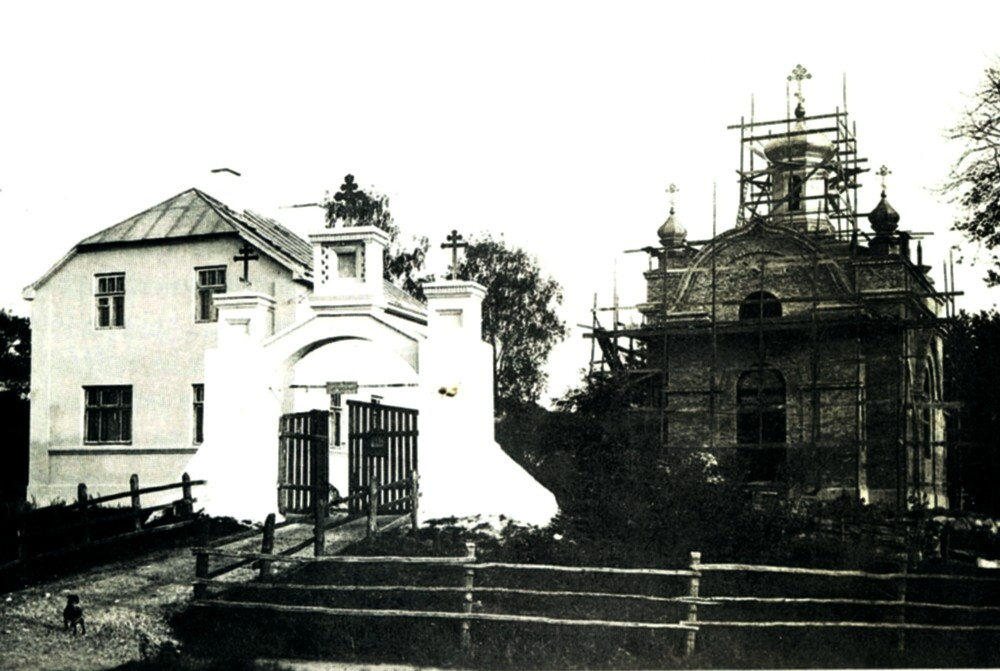
1937, w czasie budowy
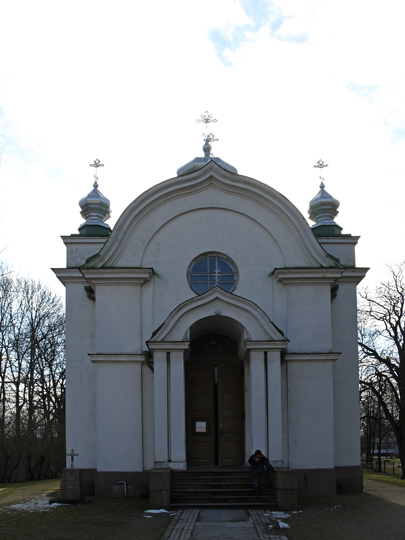
2009
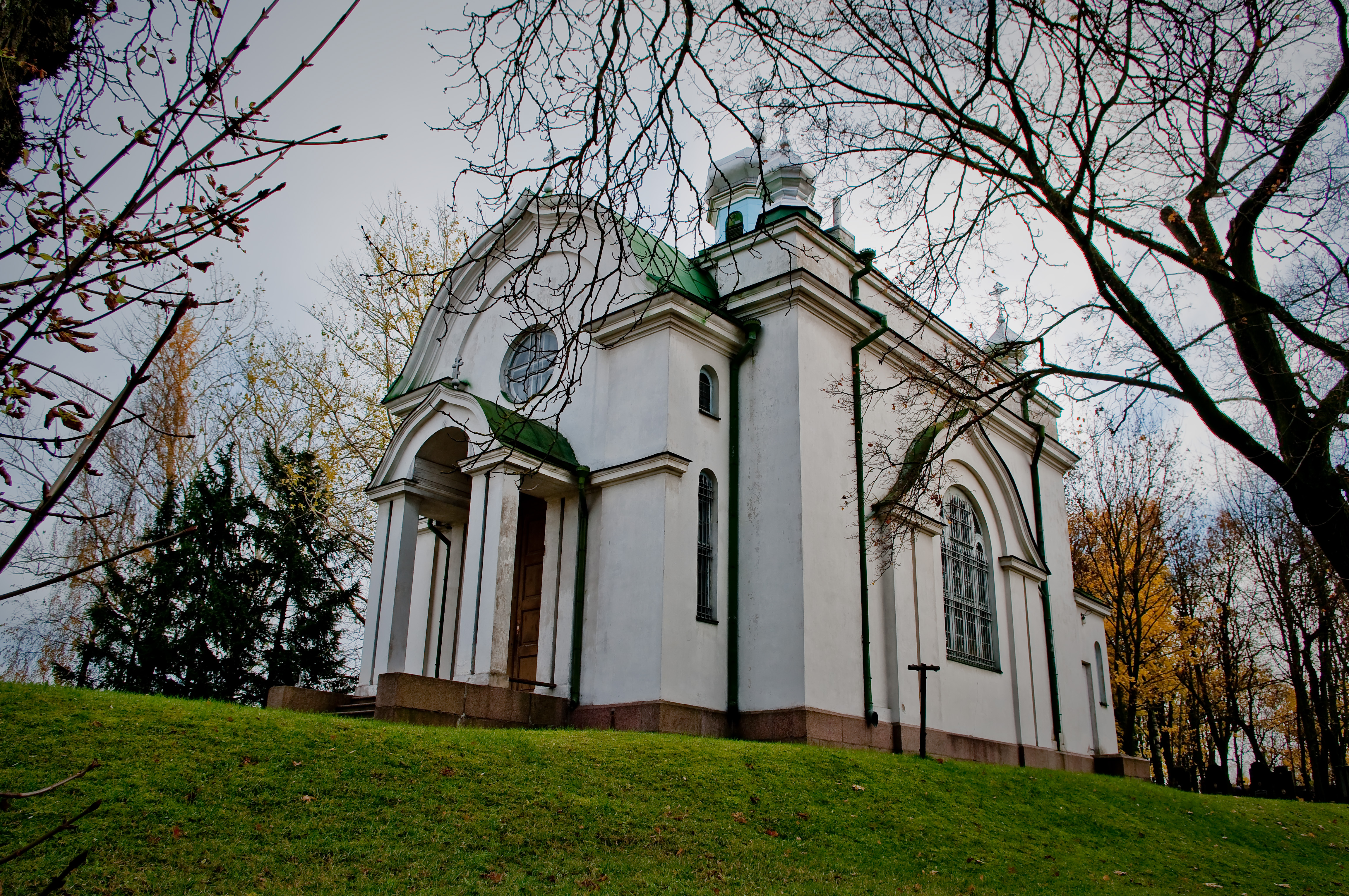
2009

## 3D fotografii
- Cerkiew Świętych Piotra i Pawła w Szawlach 3D fotografii